# غلوريا تانغ
غلوريا تانغ هي ممثلة كندية، ولدت في 10 نوفمبر 1992.